# Air Putih (Putri Hijau)
Air Putih is een bestuurslaag in het regentschap Bengkulu Utara van de provincie Bengkulu, Indonesië. Air Putih telt 2559 inwoners (volkstelling 2010).